# Muhammad Sharif Pasha
Muhammad Sharif Pasha, född 1826, död 1887, egyptisk politiker i slutet av 1800-talet.
Muhammad Sharif Pasha innehade posten som regeringschef i Egypten fem gånger:
- 1866–1867
- 1868–1872
- 7 april 1878–18 augusti 1879
- 14 september 1881–4 februari 1882
- 21 augusti 1882–7 januari 1884